# Spanisch-Südamerikanischer Krieg

Das spanische Panzerschiff Numancia im Hafen von Callao

Der Spanisch-Südamerikanische Krieg war eine militärische Auseinandersetzung von 1864 bis 1866 zwischen Spanien auf der einen und Chile und Peru auf der anderen Seite, denen sich Bolivien und Ecuador anschlossen.
In der spanisch-lateinamerikanischen Geschichtsschreibung wurde dieser Krieg zunächst als Pazifischer Krieg bezeichnet, ehe dieser Name für den späteren Salpeterkrieg übernommen wurde und seit dem Zweiten Weltkrieg auch für den Pazifikkrieg der 1940er Jahre gebraucht wird.
Im Deutschen wurde der Krieg zuweilen als Guano-Krieg bezeichnet, ein Begriff, der später auch für den Salpeterkrieg verwendet wurde. Der Bezeichnung „Spanisch-Südamerikanischer Krieg“ wurde erst durch die neuere Fachliteratur geläufig.

## Vorgeschichte
Die spanische Königin Isabella II. sandte Ende 1862 eine wissenschaftliche Expedition unter dem Kommando von Admiral Luis Trasero Hernández Pinzón nach Südamerika. Am 18. April 1863 erreichte sie den Hafen von Valparaíso, wo sie freundlich empfangen wurde, bevor sie nach Peru weiterreiste. Allerdings war die spanische Außenpolitik in dieser Zeit nicht allein von wissenschaftlichen und friedlichen Missionen geprägt, ab 1861 hatte Madrid bereits in Mexiko und Santo Domingo interveniert und war im Schatten des US-Bürgerkrieges wieder als Großmacht aufgetreten.

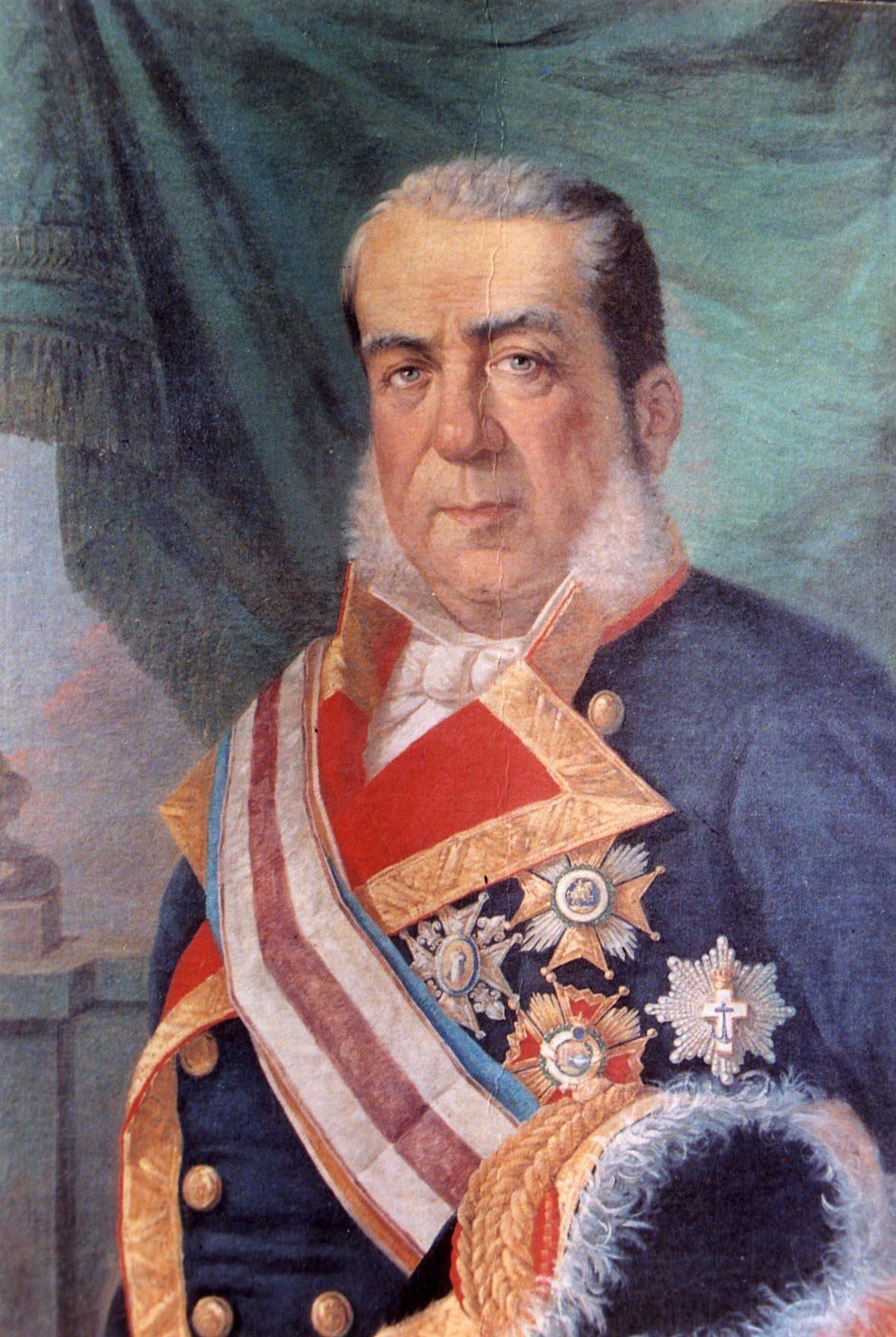
Almirante Luis Hernández-Pinzón Álvarez.

In der peruanischen Stadt Talambo kam es am 2. August 1863 zu einem tödlichen Zwischenfall zwischen spanischen Einwanderern und der indigenen Bevölkerung, dabei starben vier Einwanderer. Pinzón kehrte daraufhin nach Peru zurück, um den Sachverhalt zu klären. Die Peruaner erklärten den Vorfall jedoch zu einer internen Angelegenheit.
Spanien entsandte daraufhin Eusebio de Salazar y Mazaredo zur Klärung mit dem peruanischen Außenminister nach Peru.

## Ablauf

### Besetzung der Chincha-Inseln
Nachdem die Gespräche ergebnislos geblieben waren, blockierte die spanische Flotte am 14. April 1864 den peruanischen Hafen Callao, gleichzeitig besetzten spanische Truppen die Chincha-Inseln. Der Großteil des peruanischen Guano-Exports brach zusammen und die peruanische Wirtschaft nahm schweren Schaden.
Am 27. Januar 1865 schloss General Manuel Ignacio de Vivanco als Beauftragter der peruanischen Regierung an Bord der spanischen Fregatte Villa de Madrid mit dem spanischen Vizeadmiral José Manuel Pareja ein Friedensabkommen. Doch die peruanische Bevölkerung und der Kongress lehnten diesen Vertrag vehement ab. Darüber stürzte die peruanische Regierung.
Im Hafen von Valparaíso kam es zu Konflikten zwischen Spaniern und Chilenen, da sich Chile mit Peru solidarisierte.

### Kriegserklärung Chiles
Am 27. September 1865 erklärte Chile (damaliger Ministerpräsident: José Joaquín Pérez) Spanien (damaliger Ministerpräsident: Leopoldo O’Donnell y Jorris) den Krieg.
Am 8. November 1865 übergab der peruanische Präsident Juan Antonio Pezet sein Amt an den Vizepräsidenten Pedro Diez Canseco. Am 26. November 1865 übernahm General Mariano Ignacio Prado die Amtsgeschäfte; er erklärte seine Solidarität mit Chile.

### Seegefecht bei Papudo
Am 26. November 1865 kam es zum Seegefecht von Papudo nördlich von Valparaíso. Der chilenische Kapitän Juan Williams Rebolledo konnte das spanische Schiff Virgen de Covadonga entern und die Mannschaft gefangen nehmen. Das beschädigte Schiff wurde in einen chilenischen Hafen gebracht.
Am 5. Dezember 1865 verbündeten sich Peru und Chile. Im Januar 1866 schloss sich Ecuador, im Februar auch Bolivien dem Bündnis zwischen Peru und Chile an.

### Seegefecht von Abtao

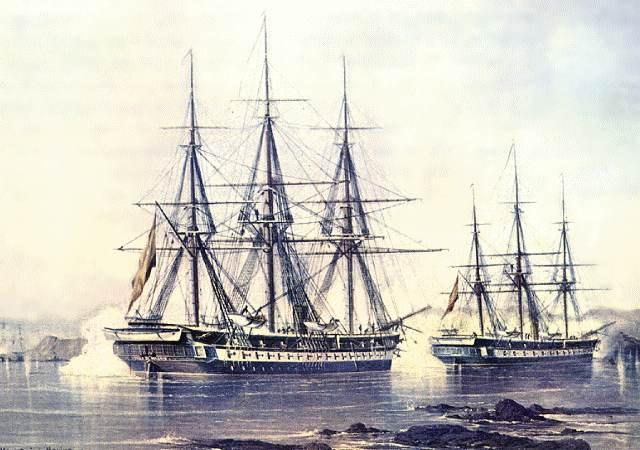
Die spanischen Fregatten
'Villa de Madrid' und 'Blanca'
(Museo Naval de Madrid)

Am 7. Februar 1866 kam es nördlich der Insel Chiloé zu einem Seegefecht (engl. Battle of Abtao) zwischen zwei spanischen Fregatten auf der einen und drei peruanischen Schiffen (der Fregatte Apurímac, der Korvette Unión und der Korvette América), sowie dem chilenischen Schoner Covadonga auf der anderen Seite.
Die peruanische Fregatte Amazonas war auf dem Weg nach Abtao auf einen Felsen gelaufen und gesunken. Die spanischen Schiffe wurden bei dem zweistündigen Gefecht von 14 Geschossen getroffen; diese richteten aber kaum Schaden an. Das Feuer der Spanier war etwas effektiver; u. a. erhielt die Apurímac drei Treffer an der Wasserlinie.

### Beschuss von Valparaíso
Im März 1866 näherte sich die spanische Flotte der chilenischen Hafenstadt Valparaiso. Dies war eine bedeutende internationale Handelsstadt, da es die erste größere Stadt war, die Schiffe nach der Umrundung von Kap Hoorn erreichten. Hier lagen auch eine Reihe US-amerikanischer und britischer Schiffe, die der spanischen Flotte mit einem Seegefecht drohten, sollten sie die unverteidigte Stadt beschießen. Der spanische Admiral Casto Méndez Núñez räumte der Stadt ein viertägiges Ultimatum ein, um sich zu ergeben. Es wurde seitens der Stadt abgelehnt und im Vertrauen auf die britischen und US-amerikanischen Schiffe im Hafen wurden auch keine Verteidigungsanstrengungen unternommen.
Am 31. März 1866 wurde die unbefestigte Stadt Valparaíso von der spanischen Flotte bombardiert. Die Fregatten Numancia, Blanca, Villa Madrid, Resolución und Vencedora beschossen die Stadt rund sechs Stunden lang, wobei etwa 2600 Granaten verschossen wurden. Die Stadt wurde schwer beschädigt. Wegen der Vorwarnzeit kam es nur zu fünf Toten und einigen Verletzten. Die Bombardierung wurde international scharf kritisiert. Im britischen Unterhaus wurde der Beschuss der Stadt beispielsweise ein Verbrechen wider die Menschlichkeit genannt.

### Beschuss von Callao
Am 2. Mai 1866 entschloss sich Admiral Méndez Núñez zum Beschuss der peruanischen Hafenstadt Callao. Sie war allerdings mit 96 Kanonen gut bestückt. Die Spanier verloren 200 Mann Tote und Verwundete, die meisten ihrer Schiffe wurden beschädigt. Die peruanischen Verluste betrugen 300 Mann, die meisten davon durch einen Schießunfall. Beim Beschuss starb auch der peruanische Verteidigungsminister José Gálvez Egúsquiza.
Nach dem Beschuss von Callao endeten die aktiven Kriegshandlungen und die spanische Flotte zog sich auf die Philippinen zurück.

## Friedensverträge
Obwohl bereits 1867 ein Waffenstillstand vereinbart worden war, wurden erst 1871 in Washington Friedensverträge unterzeichnet. Spanien ratifizierte ihn erst 1879, Chile unterschrieb erst im Jahre 1883.